# آسیر ایارامندی
آسیر ایارامندی آندونگی (به اسپانیایی: Asier Illarramendi Andonegi) (زادهٔ ۸ مارس ۱۹۹۰) یک بازیکن فوتبال اهل اسپانیا است.
او فوتبال را از رئال سوسیداد آغار کرد و با بازی‌ها زیبا خود به عنوان یکی از برترین بازیکن زیر ۲۱ جهان انتخاب شد و در سال ۲۰۱۳ با قراردادی ۳۹ میلیون یورویی به رئال مادرید پیوست و بعد از آن ایارامندی به عنوان گرانقیمت‌ترین اسپانیایی تاریخ رئال مادرید شد.

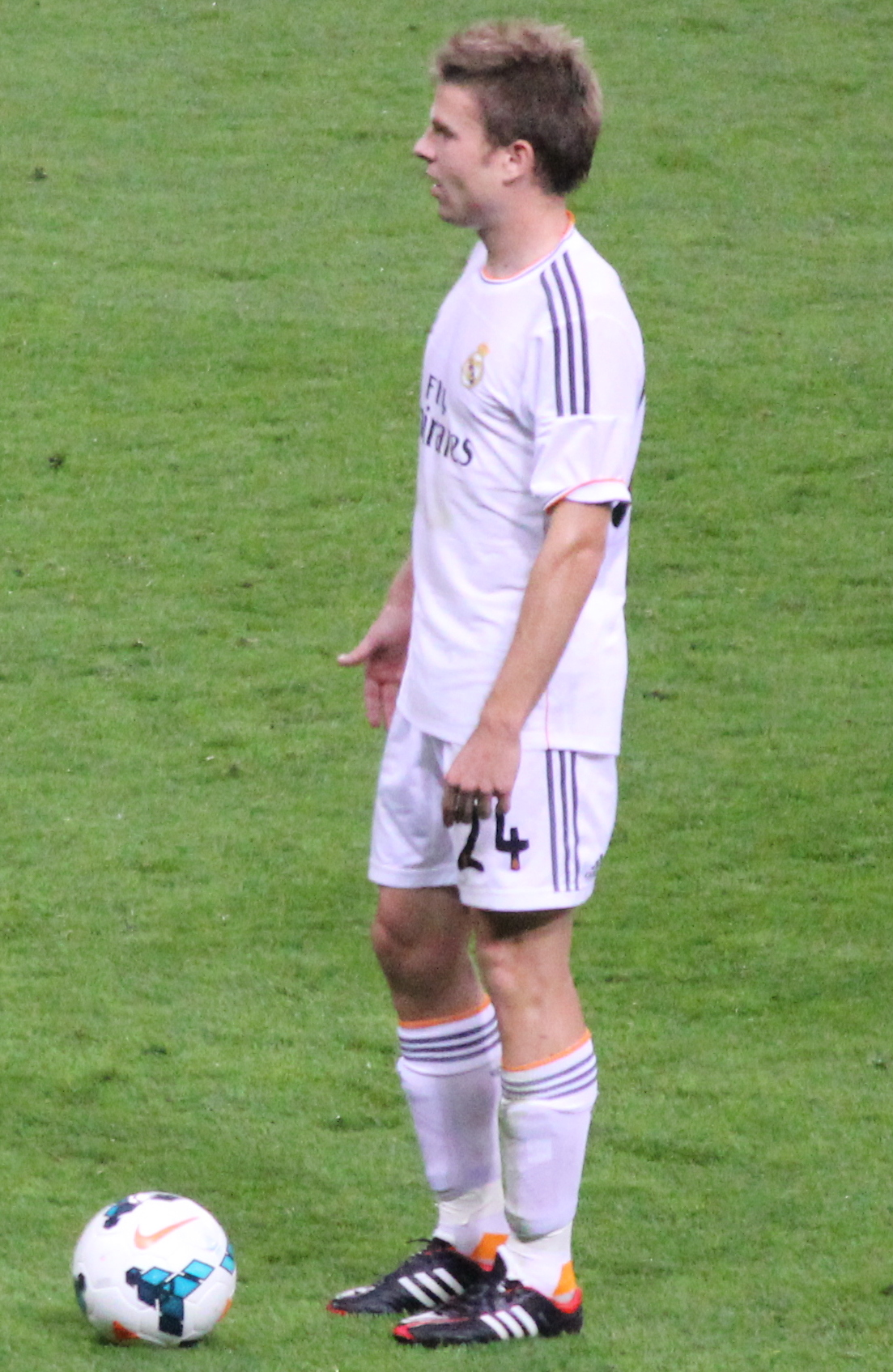
ایارامندی در حال بازی برای رئال مادرید ۲۰۱۳

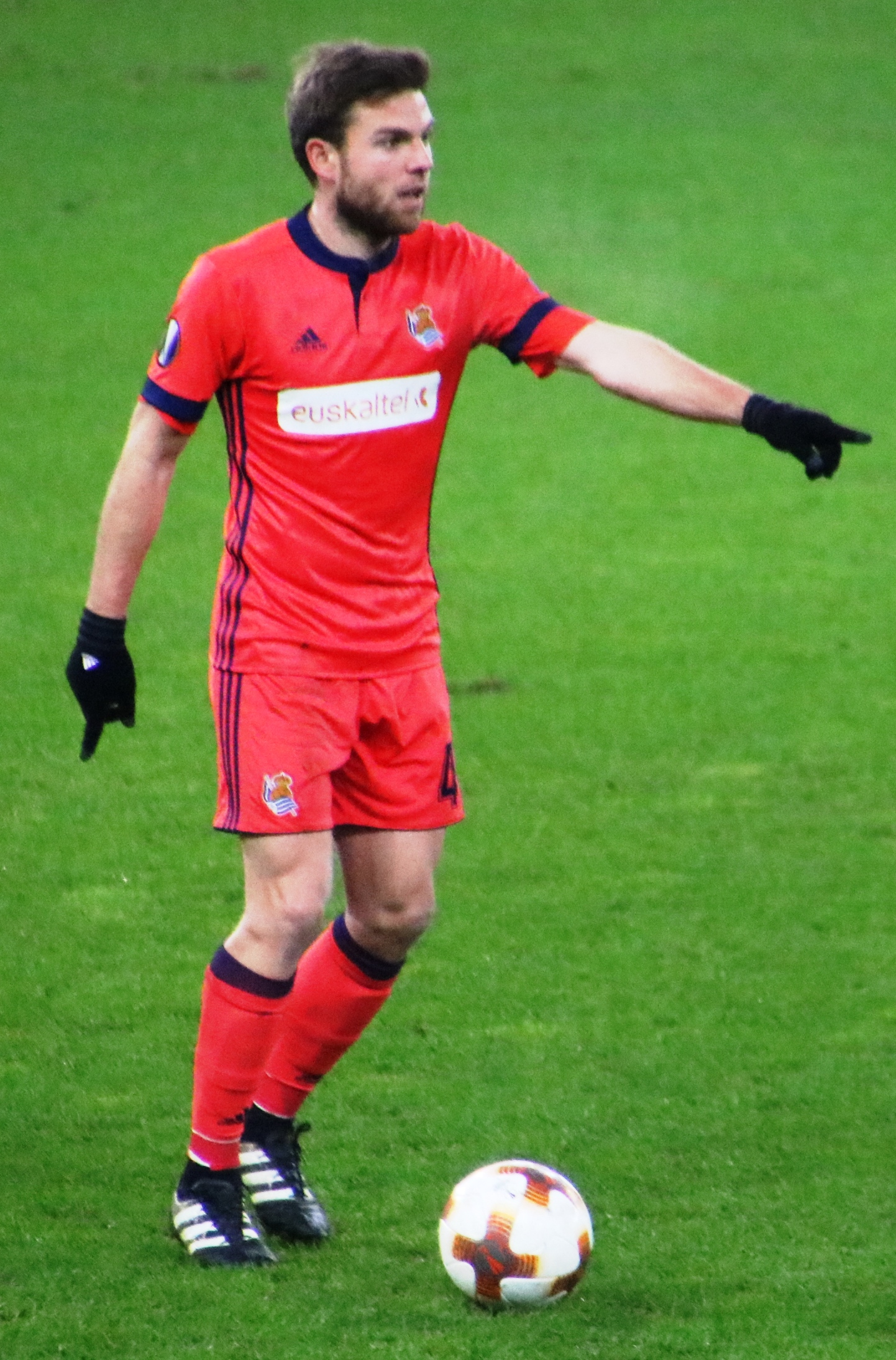
ایارامندی در رئال سوسیه داد سال ۲۰۱۸

ایارامندی در تیم ملی ۲۱ و ۲۳ سال اسپانیا حضور داشت و به تیم ملی بزرگسالان اسپانیا نیز دعوت شد.